# (73861) 1996 XN19
(73861) 1996 XN19 – planetoida z pasa głównego asteroid okrążająca Słońce w ciągu 3,38 lat w średniej odległości 2,25 j.a. Odkryta 8 grudnia 1996 roku.